# حمله‌های جنسی شب سال نو در آلمان
حمله‌های جنسیِ شبِ سالِ نو در آلمان به سرقتِ گسترده، تجاوز جنسی، دستمالی و دستِ کم دو اتهام تجاوز به عنف در شبِ سالِ نو -۳۱ دسامبر ۲۰۱۵- در سراسرِ آلمان و به‌ویژه در کلن اشاره دارد. چنین رویدادهایی در برلین، بیلفلد، دوسلدورف، فرانکفورت، هامبورگ و اشتوتگارت نیز رخ داده است. علاوه بر این، حملات مشابهی نیز در کشورهای اتریش، فنلاند و سوئیس گزارش شده است.

## شرکت‌کنندگان در حمله‌ها
گفته شده است که احتمالاً بیش از هزار مرد با ظاهرِ عرب و شمالِ آفریقایی در این سری رخدادها دست داشته‌‌اند.

## مظنونان
پس از این حملات، پلیسِ آلمان نزدیک به ۷۰ نفر را بررسی و چند تن از آنان را بازداشت کرد. بیشترِ آنان سوری بودند. آنان دست داشتن در این‌گونه خشونت‌‌ها را رد کرده و مدعی شدند از زنان در برابرِ خشونت دفاع کرده‌‌اند.
از ۳۱ مظنون، ۹ تن الجزایری، ۸ تن مراکشی، ۵ ایرانی، ۲ آلمانی، یک عراقی، یک صرب و یک آمریکایی بودند.